# Cybocephalus festivus
Cybocephalus festivus is een keversoort uit de familie Cybocephalidae. De wetenschappelijke naam van de soort is voor het eerst geldig gepubliceerd in 1845 door Erichson.